# Sabethes tarsopus
Sabethes tarsopus är en tvåvingeart som beskrevs av Dyar och Frederick Knab 1908. Sabethes tarsopus ingår i släktet Sabethes och familjen stickmyggor. Inga underarter finns listade i Catalogue of Life.